# Finowfurt

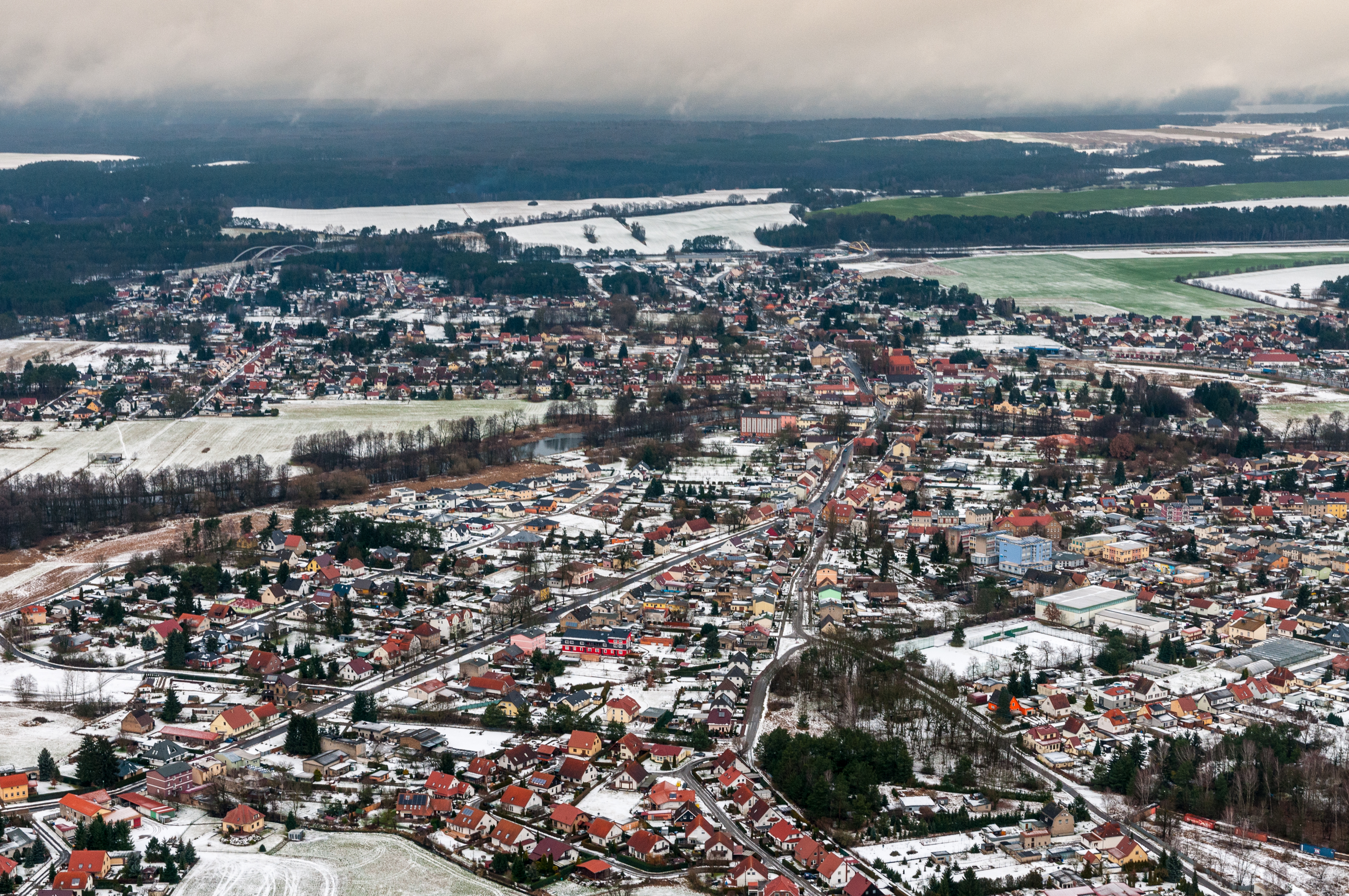
Ansicht von Süden (2018)

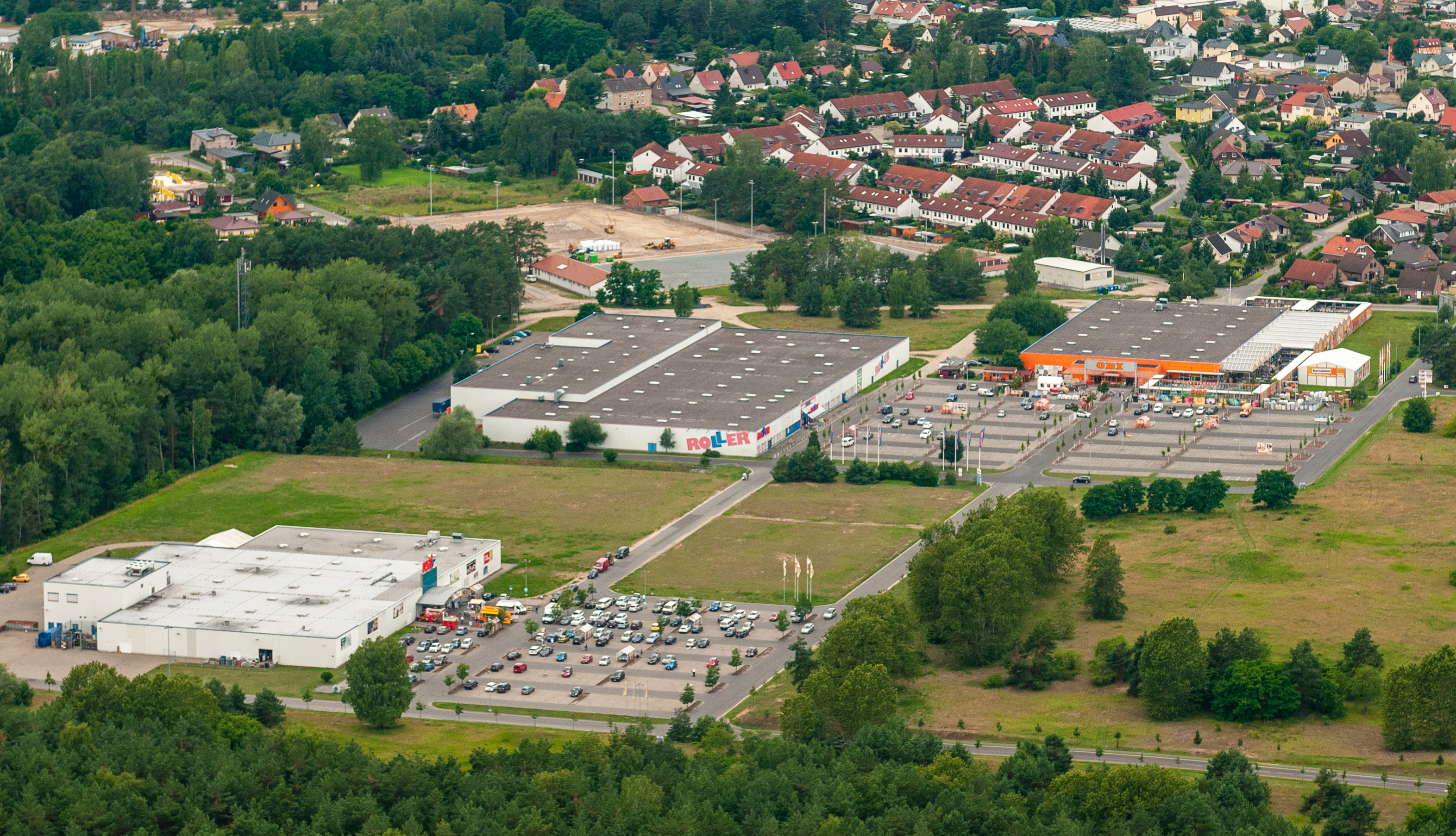
Fachmarktzentrum (2017)

Finowfurt ist ein Ortsteil der Gemeinde Schorfheide im brandenburgischen Landkreis Barnim. Er entstand 1929 durch den Zusammenschluss von Schöpfurth und Steinfurth, zweier im Mittelalter entstandener Dörfer an einem Übergang über die Finow. Der Ort ist Amtssitz der Gemeinde Schorfheide.

## Geografie
Finowfurt liegt etwa zwei Kilometer von der Kreisstadt Eberswalde entfernt (Entfernung zwischen den Zentren etwa zehn Kilometer), direkt an der Autobahn A 11 Berlin–Stettin (Anschlussstelle Finowfurt) und der Bundesstraße 167 Neuruppin–Eberswalde sowie am Finowkanal und Oder-Havel-Kanal.
Der Ort grenzt im Norden an die Ortsteile Groß Schönebeck, Werbellin und Lichterfelde der Gemeinde Schorfheide, im Osten an die Stadt Eberswalde, im Süden an die Stadt Biesenthal (Amt Biesenthal-Barnim) und im Westen an die Gemeinde Marienwerder, ebenfalls dem Amt Biesenthal-Barnim angehörig.

## Geschichte

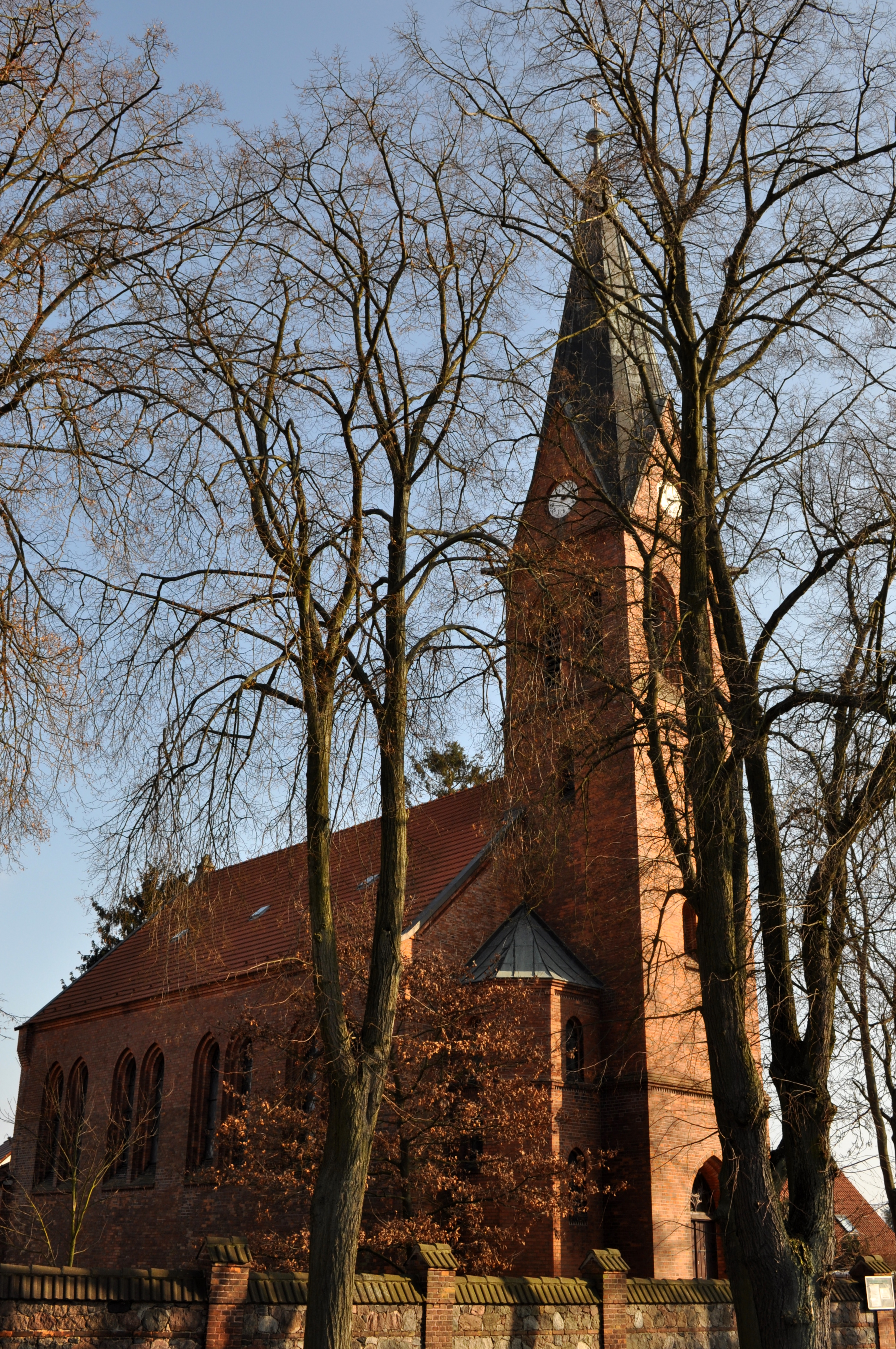
Kirche Steinfurth (2011)

Sitz der Gemeindeverwaltung Schorfheide in einem alten Speicher in Finowfurt (2015)

Finowfurt entstand zum 1. Januar 1929 durch den Zusammenschluss der beiden Dörfer Schöpfurth und Steinfurth, beide Dörfer wurden erstmals im Jahre 1375 im Landbuch Karls IV. erwähnt.
1907 eröffnete für den Personen- und Güterverkehr die Eberswalde-Finowfurter Eisenbahn. 1947 ging sie an die Landesbahn Brandenburg und 1949 an die Deutsche Reichsbahn über. Der Personenverkehr wurde 1961, der Güterverkehr 1996 eingestellt.
Der Ausbau des Flugplatzes Eberswalde-Finow begann 1938. Er wurde bis 1945 von der deutschen Wehrmacht und von 1945 bis 1994 von den sowjetischen/russischen Streitkräften genutzt.
Zum 21. August 1992 wurde im Zuge der Ämterbildung in Brandenburg das Amt Barnim-Nord mit Sitz in Finowfurt gebildet, in dem die vier Gemeinden Eichhorst, Finowfurt, Lichterfelde und Werbellin zusammengeschlossen waren. Zum 30. Dezember 1997 schlossen sich die Gemeinden Lichterfelde, Finowfurt, Werbellin und Eichhorst zu einer neuen Gemeinde Finowfurt zusammen. Zum selben Zeitpunkt wurde das Amt Finowfurt aufgelöst und die neue (Groß-)Gemeinde Finowfurt wurde amtsfrei.
Am 31. Dezember 2002 wurde die Gemeinde Altenhof (Amt Joachimsthal (Schorfheide)) in die Gemeinde Finowfurt eingegliedert, die damit aus dem Amt Joachimsthal (Schorfheide) ausschied.
Am 16. August 2002 genehmigte das Ministerium des Innern des Landes Brandenburg den Zusammenschluss der zu diesem Zeitpunkt noch amtsangehörigen Gemeinde Groß Schönebeck (Amt Groß Schönebeck (Schorfheide)) und der amtsfreien Gemeinde Finowfurt. Der Zusammenschluss wurde jedoch erst am Tag der landesweiten Kommunalwahlen vom 26. Oktober 2003 rechtswirksam. Zu diesem Zeitpunkt wurde auch das Amt Groß Schönebeck (Schorfheide) aufgelöst, die neue Gemeinde Schorfheide ist amtsfrei.

## Bevölkerungsentwicklung
| Jahr | Schöpfurth | Steinfurth | Finowfurt                                         | Eichhorst         | Lichterfelde      | Werbellin         | Altenhof          |
| ---- | ---------- | ---------- | ------------------------------------------------- | ----------------- | ----------------- | ----------------- | ----------------- |
|      |            |            | 1929 aus Schöpfurth und Steinfurth neu entstanden | 1997 zu Finowfurt | 1997 zu Finowfurt | 1997 zu Finowfurt | 2002 zu Finowfurt |
| 1875 | 836        | 883        | -                                                 | 409               | 1 117             | 407               | 182               |
| 1925 | 1 927      | 1 679      | -                                                 | 493               | 1 611             | 301               | 347               |
| 1933 | -          | -          | 4 544                                             | 507               | 1 634             | 303               | 441               |
| 1939 | -          | -          | 5 090                                             | 553               | 1 770             | 326               | 541               |
| 1946 | -          | -          | 4 756                                             | 645               | 2 105             | 399               | 656               |
| 1950 | -          | -          | 4 657                                             | 613               | 2 153             | 365               | 590               |
| 1971 | -          | -          | 4 196                                             | 443               | 1 972             | 233               | 756               |
| 1981 | -          | -          | 3 744                                             | 462               | 1 817             | 202               | 729               |
| 1990 | -          | -          | 3 315                                             | 436               | 1 794             | 189               | 790               |
| 1995 | -          | -          | 3 977                                             | 433               | 1 781             | 228               | 778               |
| 1997 | -          | -          | 7 092                                             | -                 | -                 | -                 | 597               |
| 2000 | -          | -          | 7 422                                             | -                 | -                 | -                 | 593               |
| 2002 | -          | -          | 8 054                                             | -                 | -                 | -                 | -                 |

Gebietsstand des jeweiligen Jahres,

## Sehenswürdigkeiten und Kultur

### Sehenswürdigkeiten
- Kirche Steinfurth, Saalbau aus gelben Ziegeln von 1878 mit neugotischer Innenausstattung und einer Orgel aus dem Jahr 1879
- Luftfahrtmuseum Finowfurt, entstand aufgrund der früheren Stationierung von Militärflugzeugen in Finowfurt

### Regelmäßige Veranstaltungen
- Flößerfest, Höhepunkt eines jeden Jahres, findet seit 1995 jährlich, meist im Juni, statt.
- Heimatfest, wird seit Mai 2010 in Anlehnung an eine alte Tradition wieder gefeiert, von der Freiwilligen Feuerwehr Finowfurt und den Vereinen des Ortes durchgeführt
- 2007 und 2011 fand auf dem Flugplatz Eberswalde-Finow bzw. in den Räumen des Luftfahrtmuseums das vierjährliche Chaos Communication Camp, ein internationales Treffen von Hackern, statt.

## Wirtschaft und Infrastruktur
In der Zeit des Nationalsozialismus befand sich in Finowfurt die Reichsschule des Reichsarbeitsdienstes der weiblichen Jugend (RADwJ).
Ab 1992 ist östlich des Ortes ein 13 ha großes Fachmarktzentrum errichtet worden. Der Gewerbe- und Wohnpark Finowfurt mit einer Fläche von 36 ha ist 1991 entstanden.
Finowfurt lag an der Eberswalde-Finowfurter Eisenbahn. Die nächstgelegenen Haltepunkte befinden sich in Klandorf und Groß Schönebeck an der Heidekrautbahn sowie Eberswalde Hbf an den Bahnstrecken Berlin–Szczecin und Eberswalde–Frankfurt (Oder) und Britz an der Bahnstrecke Britz–Fürstenberg.
Auf dem ehemaligen Militärflugplatz Finow entstand bis Ende 2011 das zum damaligen Zeitpunkt größte Photovoltaik-Kraftwerk Europas. Die 120 Millionen Euro teure Erweiterung „Finow Tower II“ steigerte die Leistung des bisherigen Solarstrom-Kraftwerks um 60,2 Megawatt auf 84,5 Megawatt. Die Anlage kann nach Fertigstellung 23.500 Haushalte mit Strom versorgen.

## Persönlichkeiten

### Söhne und Töchter des Ortes
- Hermann Blankenstein (1829–1910), Architekt
- Eckhard Herrmann (* 1949), Metallbildhauer

### Mit Finowfurt verbundene weitere Persönlichkeiten
- Kaspar Germann (1914–1985), Schriftsteller; war von 1948 bis 1951 Lehrer in Finowfurt